# 安德烈·斯特拉马乔尼
安德烈·斯特拉马乔尼（Andrea Stramaccioni，1976年1月9日—）是一名意大利足球教练，现执教捷克甲組足球聯賽球队布拉格斯巴達。

## 生平
斯特拉马乔尼曾经是一名足球运动员，效力于博洛尼亚，司职后卫，但在职业生涯早期因遭遇严重的膝盖受伤而提前退役。之后他成为足球教练，先后在AZ体育、罗穆雷亚、克罗托内和罗马的梯队执教。
2011年，他成为国际米兰U19青年队的主教练，并带领球队在2012年3月25日进行的首届下一代系列赛决赛中击败阿贾克斯U19青年队夺冠。 在同一天，国际米兰一线队在意大利德比中客场0比2不敌尤文图斯。3月26日，国际米兰宣布一线队主教练克劳迪奥·拉涅利被解职，斯特拉马乔尼成为球队的新任主教练。 首次执教成年球队的斯特拉马乔尼在赛季剩下的比赛中率队获得5胜2平2负的成绩，其中包括在米兰德比中4比2击败AC米兰，最终帮助国际米兰获得欧联杯的参赛资格。他的表现赢得球队主席马西莫·莫拉蒂的认可，最终他和球队签订一份2015年6月到期的执教合同，而意大利足协也同意斯特拉马乔尼在没有获得欧足联职业教练证书的情况下签约。11月3日，斯特拉马乔尼率领国际米兰在客场3比1逆转尤文图斯，终结了对手连续49场联赛不败的纪录。
2013年5月，国际米兰在經歷大規模的傷兵潮後，12-13聯賽最終得第九位，15年來首次無緣歐洲賽事，斯特拉马乔尼被国际米兰解僱。
2014年6月4日，他被任命为意甲球队乌迪内斯的主教练。

## 荣誉
罗穆雷亚
- 意大利U15足球锦标赛（业余组）：2002-2003

罗马
- 意大利U15足球锦标赛：2006-2007
- 意大利U17足球锦标赛：2009-2010
- 阿尔科城国际俱乐部青年杯赛：2010

国际米兰
- 下一代系列赛（英语：NextGen Series）：2011-2012